# Kleiner Zeschsee
Der Kleine Zeschsee ist ein 25 ha großer See im südlichsten Zipfel des Gemeindegebiets der Stadt Zossen (Landkreis Teltow-Fläming, Brandenburg).

## Geographische Lage und hydrographische Verhältnisse
Der Kleine Zeschsee liegt auf dem Gebiet des Ortsteils Lindenbrück der Stadt Zossen bzw. auf der früheren Gemarkung des Gemeindeteils Zesch am See. Das Ostufer ist im südlichen und mittleren Teil bebaut. Er ist kein Badesee.
Die Größe wird mit 25 Hektar angegeben. Die maximale Länge beträgt 760 Meter, die maximale Breite etwa 330 Meter. Der Seespiegel liegt auf einer mittleren Höhe von 42,3 Metern. Er hat einen Zufluss vom Großen Zeschsee und einen Abfluss zum Wolziger See.

## Naturschutzgebiet Großer und Westufer Kleiner Zeschsee
Das Westufer des Kleinen Zeschsees liegt im nördlichen Teil des 107 Hektar großen Naturschutzgebietes Großer und Westufer Kleiner Zeschsee. Das Naturschutzgebiet dient der Erhaltung von Niederungs- und Quellbereichen in der Nuthe-Notteniederung. 

## Belege
1. 1 2  13. Ausgabe des Statistischen Jahrbuches des Landkreises Teltow-Fläming von 2006 PDF (Seite nicht mehr abrufbar, festgestellt im März 2022. Suche in Webarchiven)  Info: Der Link wurde automatisch als defekt markiert. Bitte prüfe den Link gemäß Anleitung und entferne dann diesen Hinweis..
2. ↑  Brandenburg-Viewer
3. ↑  Verordnung über das Naturschutzgebiet „Großer und Westufer Kleiner Zeschsee“ vom 14. Dezember 1999